# 1725
Năm 1725 (số La Mã: MDCCXXV) là một năm thường bắt đầu vào thứ hai trong lịch Gregory (hoặc một năm thường bắt đầu vào thứ sáu của lịch Julius chậm hơn 11 ngày).

## Sự kiện
- 25 tháng 1: Amaro Pargo nhận danh hiệu Hidalgo (cao quý).
- 28 tháng 1: Sa hoàng Peter Đại Đế băng hà

## Mất
28 tháng 1: Sa hoàng Peter Đại Đế (s.1672)